# Ligne de Neufchâteau à Épinal
La ligne de Neufchâteau à Épinal est une ligne de chemin de fer française du département des Vosges, à écartement standard et antérieurement à double voie. Elle relie les gares de Neufchâteau, Mirecourt et Épinal.
En partie déclassée, elle constitue la ligne no 030 000 du réseau ferré national. Historiquement, elle constituait la partie est de la ligne 24 dans l'ancienne numérotation SNCF des lignes de la région Est.

## Historique
La ligne « de Neufchâteau à Épinal, par Dompaire et Mirecourt » est concédée à la Compagnie des chemins de fer de l'Est par une convention signée le 17 juin 1873 entre le ministre des Travaux publics et la compagnie. Cette convention est approuvée à la même date par une loi qui déclare la ligne d'utilité publique.
La section entre Mirecourt et Hymont - Mattaincourt est déclarée d'utilité publique par une loi le 15 juin 1878. Une loi du 31 juillet 1879 autorise le ministère des Travaux publics à entamer les travaux de construction de cette section.

## Infrastructure
À vocation stratégique, la ligne fut aménagée à double voie sur toute sa longueur et de nombreux raccordements, permettant d'éviter les rebroussements en gare et « changements de bout » des locomotives, furent construits au niveau des gares de bifurcation de la ligne. 

### Raccordements
Trois raccordements ont été construits :
- celui d'Hymont - Mattaincourt (no 035 306), permettant d'aller d'Épinal à Vittel et réciproquement, évitant le rebroussement en gare d'Hymont - Mattaincourt autrement nécessaire ; ce raccordement à double voie était d'une longueur de 840 m ;
- le raccordement de Darnieulles (ligne de Jussey à Darnieulles - Uxegney, no 051 000) permettant d'aller de Jussey à Épinal et réciproquement, évitant le rebroussement en gare de Darnieulles-Uxegney ; ce raccordement à double voie était d'une longueur de 862 m ;
- le raccordement de Golbey (no 056 300) permettant d'aller de Mirecourt à Charmes et réciproquement, évitant le rebroussement en gare d'Épinal ; ce raccordement à double voie était d'une longueur de 1 185 m.

Des sauts-de-mouton avaient par ailleurs été construits à Neufchâteau et Épinal, afin d'éviter les interférences entre circulations.

## Exploitation
La dernière partie de la ligne encore en exploitation régulière se situe entre Neufchâteau et Gironcourt-sur-Vraine, où est implantée une usine de fabrication de bouteilles du groupe Owens-Illinois. L'entreprise Veolia Transport a remporté mi-2006 l'appel d'offres visant à la desserte de l'usine et assure trois à cinq rotations par semaine entre Gironcourt et Hausbergen. Le transport de sable, matière première pour la fabrication du verre, reste assuré par la SNCF.
Ailleurs, la ligne est déferrée, et son emprise en partie réutilisée, notamment au travers du projet de voie express dit « de l'Y vosgien » à l'ouest d'Épinal.